# Яшовиці (Мазовецьке воєводство)
Яшовиці (пол. Jaszowice) — село в Польщі, у гміні Закшев Радомського повіту Мазовецького воєводства.
Населення — 315 осіб (2011).
У 1975-1998 роках село належало до Радомського воєводства.

## Демографія
Демографічна структура станом на 31 березня 2011 року:
|          | Загалом | Допрацездатний вік | Працездатний вік | Постпрацездатний вік |
| -------- | ------- | ------------------ | ---------------- | -------------------- |
| Чоловіки | 167     | 34                 | 113              | 20                   |
| Жінки    | 148     | 30                 | 77               | 41                   |
| Разом    | 315     | 64                 | 190              | 61                   |